# Bo Larsson
Bo „Bosse” Göran Larsson (ur. 5 maja 1944 w Malmö, zm. 18 grudnia 2023 tamże) – szwedzki piłkarz występujący na pozycji pomocnika oraz napastnika.
Bosse Larsson był graczem reprezentacji w latach siedemdziesiątych. W sumie zaliczył w niej 70 występów biorąc również udział w trzech kolejnych turniejach mistrzostw świata (1970, 1974, 1978).
Większość swej sportowej kariery spędził w Malmö FF, gdzie kilkukrotnie zdobywał ligowe mistrzostwo Szwecji. W latach 1966–1969 grał profesjonalnie w VfB Stuttgart. Został laureatem Guldbollen (nagrody dla najlepszego szwedzkiego piłkarza) w 1946 i 1973 roku.